# Anthospermum isaloense
Anthospermum isaloense är en måreväxtart som beskrevs av Anne-Marie Homolle och Christian Puff. Anthospermum isaloense ingår i släktet Anthospermum och familjen måreväxter. Inga underarter finns listade i Catalogue of Life.